# درشابة
قرية درشابة هي إحدى القرى التابعة لمركز الرحمانية في محافظة البحيرة في جمهورية مصر العربية. حسب إحصاءات سنة 2006، بلغ إجمالي السكان في درشابة 5885 نسمة، منهم 2920 رجل و2965 امرأة.

## التاريخ
قرية درشابة من القرى القديمة، واسمها الأصلي وقت الفتح الإسلامي لمصر ترشيبي (بالإنجليزية: Tarachebi)‏، وقد وردت باسم درشابة في أعمال البحيرة ضمن قرى الروك الصلاحي التي أحصاها ابن مماتي في كتاب قوانين الدواوين، كما وردت باسم درشابة في أعمال البحيرة ضمن قرى الروك الناصري التي أحصاها ابن الجيعان في كتاب «التحفة السنية بأسماء البلاد المصرية». وفي العصر العثماني كان اسمها في تربيع سنة 933هـ/1527م الذي أجراه الوالي العثماني سليمان باشا الخادم في عصر السلطان العثماني سليمان القانوني درشابة ضمن قرى ولاية البحيرة، وفي تاريخ 1228هـ/1813م الذي عدّ قرى مصر بعد المسح الذي قام به محمد علي باشا باسم درشابة ضمن قرى مديرية البحيرة.